# Gisela Konopka
Gisela Konopka (geboren als Gisela Peiper 11. Februar 1910 in Berlin; gestorben 9. Dezember 2003 Minneapolis) war eine deutsch-amerikanische Sozialarbeiterin jüdischer Herkunft, die als „Mutter der Gruppenpädagogik“ bezeichnet wurde.

## Leben
Gisela Peiper verbrachte ihre Kindheit und Jugend zusammen mit zwei weiteren Schwestern in Berlin. Ihr Vater Mendel Peiper war ein überzeugter Sozialdemokrat. Trotz der bescheidenen familiären Verhältnisse – die Familie bezog ihre Einkünfte aus dem Betrieb eines kleinen Gemüseladens – durfte sie ein Mädchengymnasium besuchen. Die Gymnasiastin schloss sich einer linken jüdischen Jugendgruppe an, an deren bündischen Aktivitäten sie rege teilnahm. Nach dem Abitur, es herrschte massive Arbeitslosigkeit, arbeitete sie in Hamburg als Fabrikarbeiterin. Diese Tätigkeit brachte Konopka in Kontakt mit der Gewerkschafts- und Arbeiterbewegung. Sie schloss sich dem Internationalen Sozialistischen Kampfbund an und engagierte sich mit Gleichgesinnten gegen den Nationalsozialismus. Während dieser Zeit lernte sie Paul (Erhardt) Konopka kennen, den sie 1941 heiratete und mit dem sie bis zu dessen Tod im Jahre 1976 eine glückliche, jedoch kinderlose Ehe führte.
Von 1929 bis 1933 studierte sie Geschichte, Psychologie, Philosophie und Pädagogik (einschließlich Sozialpädagogik) an der Universität Hamburg. Wegen ihrer jüdischen Abstammung fand Gisela Peiper nach dem Studium keine Anstellung. Wegen ihrer Zugehörigkeit zu „unerwünschten politischen Gruppierungen“ wurde sie 1936 verhaftet und in das Konzentrationslager Hamburg-Fuhlsbüttel überführt. Dort waren überwiegend Gegner des Nationalsozialismus und Juden inhaftiert, von denen viele aufgrund der Haftbedingungen zu Tode kamen. In ihrer Autobiografie schrieb sie über ihre Inhaftierung:
„Zum ersten Mal hatte ich das Gefühl, in dem abgeschlossenen Raum zu ersticken. Plötzlich wurde ich von Haß überflutet. Ich bekämpfte die Nazis aus einer heftigen Reaktion heraus, weil mir die Achtung vor dem Menschen so wichtig war. Ihre Taten hatte ich verabscheut, aber so persönlich, so tief von innen heraus und so furchtbar wie in diesem Augenblick hatte ich noch nicht gehaßt ... Ich haßte, ich hatte Angst, ich war voller Zweifel“.
Wenige Wochen später wurde sie wieder entlassen und flüchtete über die Tschechoslowakei, Österreich, wo sie nochmals inhaftiert wurde, Frankreich, Portugal in die USA, wo sie 1944 die Staatsbürgerschaft annahm.
In New York verdiente sie sich zunächst ihren Lebensunterhalt durch Putzen. Im Alter von 31 Jahren entschloss sie sich für ein Studium in Social Work, speziell in Social Group Work an der School of Social Work von Pittsburgh. Von 1943 bis 1945 arbeitete sie als Social Group Worker in der Cild-Guidance-Klinik in Pittsburgh. 1947 erhielt Gisela Konopka einen Ruf als Professorin an die Universität in Minneapolis. Dort gründete sie auch ein Zentrum für Jugenderziehung und Jugendforschung und produzierte ferner, in praktischer Auseinandersetzung mit den Problemen weiblicher Straffälliger und Heimzöglinge, für die universitäre Fernsehstation die Reihe Girls in Conflict. Bereits 1947 erhielt sie einen Ruf als Professorin für Social Work an die Universität von Minnesota in Saint Paul und legte schließlich noch 1957 den Doctor of Social Welfare an der Columbia-Universität in New York ab.
Nach dem Zusammenbruch der Nazi-Diktatur kam Gisela Konopka als Child-Welfare-Expertin mehrmals in das Land zurück, in dem sie und ihre Familie verfolgt, misshandelt und vertrieben worden war, um hier in vielen Vorträgen und Fortbildungsmaßnahmen die Soziale Gruppenarbeit einzuführen und zu verbreiten. Dazu hielt sie in den 1960er Jahren auch wiederholt Vorträge, zum einen für Führungskräfte in sozialen Einrichtungen der Heimerziehung und zum anderen für Dozenten der Sozialen Gruppenarbeit an Höheren Fachschulen für Sozialarbeit/-pädagogik. Gisela Konopka hatte viele bedeutende Multiplikatoren der Sozialen Arbeit/Sozialpädagogik und ihrer Nachbargebiete beeinflusst wie Heinrich Schiller, Elisabeth Siegel, Martha Krause-Lang, Ernst Bornemann und Gerhard Wurzbacher, Fides von Gontard, Herbert Lattke oder Martin Scherpner. Letztgenannter  schrieb über Konopkas Einfluss auf seine berufliche und persönliche Entwicklung:
„Mit Gisela Konopka lernte ich eine engagierte, mitreißende und weise Lehrerin kennen, die das, was sie lehrte, vorlebte, Fachliches (zum Beispiel den Umgang mit Stereotypen und Vorurteilen) eng mit Persönlichem (zum Beispiel den Erfahrungen, die sie als verfolgte Jüdin gemacht hatte) verband und daraus positive Handlungsansätze (zum Beispiel die Soziale Gruppenarbeit) ableitete... Ich lernte, daß authentisches Handeln wichtiger ist als das Aufstellen politischer Programme. Ich ahnte und begriff es erst viele Jahre später in vollem Umfang, daß wertgetragene innere Haltungen viel stärker wirken als angelernte (oder andressierte) Verhaltensweisen. Ich lernte auch viel methodisches Handwerkszeug, das zu meinem festen Repertoire wurde, und wurde erstmals mit der Supervision bekannt. Ich lernte von Gisela Konopka... soviel grundlegendes Neues, daß meine Identität als Pädagoge und als Sozialarbeiter... und meine 'Lebensaufgabe' neu definiert werden mußten. Danke, 'Lisa', dafür!“.
In der Bundesrepublik Deutschland erschien 1968 ihre Publikation Soziale Gruppenarbeit: ein helfender Prozess. Die Publikation entwickelte sich zum Standardwerk der Sozialen Gruppenarbeit, die sie wie folgt definierte:
„Soziale Gruppenarbeit ist eine Methode der Sozialarbeit, die den Einzelnen durch sinnvolle Gruppenerlebnisse hilft, ihre soziale Funktionsfähigkeit zu steigern und ihren persönlichen Problemen, ihren Gruppenproblemen oder den Problemen des öffentlichen Lebensbesser gewachsen zu sein“.
Gisela Konopka wurde 1975, bevor sie drei Jahre später emeritiert wurde, mit dem Bundesverdienstkreuz I. Klasse ausgezeichnet.

## Schriften (Auswahl)
- Über Ziel- und Wertvorstellungen in der Sozialarbeit, besonders in der sozialen Gruppenarbeit. In: Unsere Jugend, 1962/H. 10, S. 339–345.
- Gruppenarbeit in einem Heim, Wiesbaden 1964
- Soziale Gruppenarbeit: ein helfender Prozeß, Weinheim 1968 (2. Aufl. 1969)
- Heime Lückenbüsser oder Lebens-Chance? Soziale Gruppenarbeit in offenen und geschlossenen Einrichtungen, Wiesbaden 1971
- Mit Mut und Liebe. Eine Jugend im Kampf gegen Ungerechtigkeit und Terror, Weinheim 1996